# Стаффорд (Канзас)
Стаффорд (англ. Stafford) — місто (англ. city) в США, в окрузі Стаффорд штату Канзас. Населення — 959 осіб (2020).

## Географія
Стаффорд розташований за координатами 37°57′45″ пн. ш. 98°35′58″ зх. д. / 37.96250° пн. ш. 98.59944° зх. д. (37.962372, -98.599332).  За даними Бюро перепису населення США в 2010 році місто мало площу 2,37 км², уся площа — суходіл.

## Демографія
Згідно з переписом 2010 року, у місті мешкали 1042 особи в 487 домогосподарствах у складі 262 родин. Густота населення становила 440 осіб/км².  Було 622 помешкання (262/км²).
Расовий склад населення:
| - 94,3 % — білих - 1,7 % — корінних американців - 0,8 % — чорних або афроамериканців - 0,1 % — азіатів - 1,5 % — осіб інших рас |

До двох чи більше рас належало 1,5 %. Частка іспаномовних становила 5,9 % від усіх жителів.
За віковим діапазоном населення розподілялося таким чином: 21,4 % — особи молодші 18 років, 51,8 % — особи у віці 18—64 років, 26,8 % — особи у віці 65 років та старші. Медіана віку мешканця становила 48,2 року. На 100 осіб жіночої статі у місті припадало 88,1 чоловіків;  на 100 жінок у віці від 18 років та старших — 82,4 чоловіків також старших 18 років.
Середній дохід на одне домашнє господарство  становив 45 854 долари США (медіана — 36 016), а середній дохід на одну сім'ю — 57 157 доларів (медіана — 60 156). Медіана доходів становила 50 000 доларів для чоловіків та 35 208 доларів для жінок. За межею бідності перебувало 27,6 % осіб, у тому числі 50,0 % дітей у віці до 18 років та 9,2 % осіб у віці 65 років та старших.
Цивільне працевлаштоване населення становило 473 особи. Основні галузі зайнятості: освіта, охорона здоров'я та соціальна допомога — 36,4 %, сільське господарство, лісництво, риболовля — 11,0 %, роздрібна торгівля — 9,9 %, мистецтво, розваги та відпочинок — 8,9 %.